# 圣露西德塔拉诺
圣露西德塔拉诺（法語：Sainte-Lucie-de-Tallano，法語發音：[sɛ̃t lysi də talano]）是法国南科西嘉省的一个市镇，属于萨尔泰讷区。

## 地理
圣露西德塔拉诺（41°41'52"N, 9°3'51"E）面积25.57 平方千米，位于法国南科西嘉省，该省份位于科西嘉南部，后者为地中海西部的一座岛屿，也是法国的一个单一领土集体，位于法国大陆部分的东南面，意大利半島的西面，最临近的地块是撒丁岛。
与圣露西德塔拉诺接壤的市镇（或旧市镇、城区）包括：阿尔塔热讷、莱维、阿尔贝拉拉。

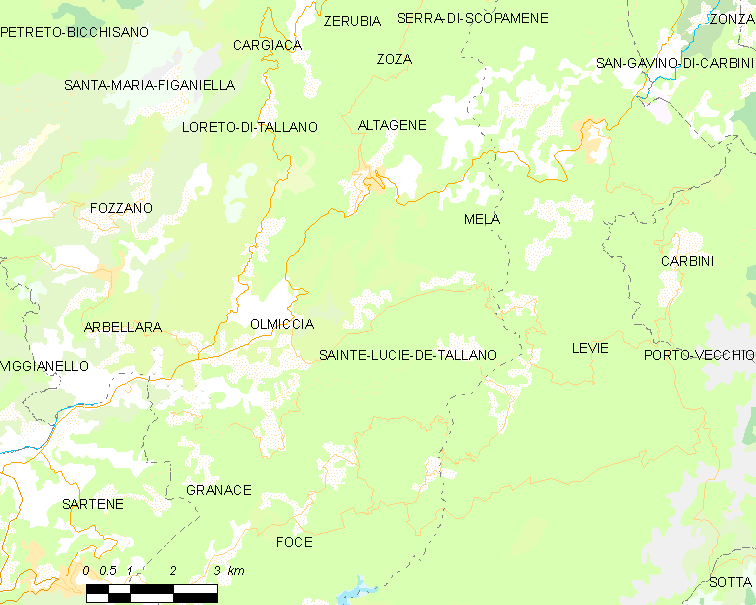
圣露西德塔拉诺的OSM定位图

圣露西德塔拉诺的时区为UTC+01:00、UTC+02:00（夏令时）。

## 行政
圣露西德塔拉诺的邮政编码为20112，INSEE市镇编码为2A308。

## 政治
圣露西德塔拉诺所属的省级选区为萨尔特奈-瓦林科县。

## 人口

1962-2008年间圣露西德塔拉诺人口变化图示

圣露西德塔拉诺于2022年1月1日时的人口数量为382人。